# Castoro 96 Pro
Castoro 96 Pro este un aparat autonom recirculator în circuit închis cu oxigen produs de firma O.M.G. din Italia special conceput pentru a fi utilizat pentru scufundări cu caracter civil. Este unul din puținele modele de aparate de acest tip folosite și de scafandri civili. Firma Poseidon din Suedia a produs recirculatorul Oxylon cu caracteristici asemănătoare.
Aparatele recirculatoare cu oxigen sunt destinate în special scafandrilor militari (scafandrii de luptă, scafandrii deminori).
În anul 1942 celebrul fotograf și explorator subacvatic Hans Haas își începe activitatea de studiere a lumii subacvatice folosind un aparat recirculator cu oxigen în circuit închis Dräger Gegelunde Model 1938 cu unele modificări.
Aparatul Castoro 96 Pro este purtat pe piept, iar oxigenul este furnizat manual de către scafandru prin intermediul robinetului by-pass.

## Date tehnice[1]
- Adâncime maximă: 6 m
- Capacitate canistră cu absorbant de CO2: 2,5 kg Soda Lime.
- Durata scufundării: 200 C - 240 min/400 C – 130 min
- Capacitate sac respirator: 8,5 l
- Temperatura de funcționare: -2...400C
- Capacitate butelie oxigen: din aluminiu - 1,5 l/din oțel - 2 l încărcate la 232 bar fiecare
- Dimensiuni: : 400 x 400 x 110 mm
- Greutate: 8,4 Kg pe uscat
- Certificare CE